# Cryossoma cavernicolum
Cryossoma cavernicolum är en mångfotingart som beskrevs av Manfredi 1951. Cryossoma cavernicolum ingår i släktet Cryossoma och familjen knöldubbelfotingar. Inga underarter finns listade i Catalogue of Life.